# Upton Cross
Upton Cross – osada w Anglii, w Kornwalii. Leży 91 km na północny wschód od miasta Penzance i 321 km na zachód od Londynu.